# Urša Menart
Urša Menart, slovenska režiserka in scenaristka, * 1985, Ljubljana.
Leta 2010 je diplomirala na Akademiji za gledališče, radio, film in televizijo v Ljubljani. Režirala je več kratkih in celovečernih filmov, večinoma po lastnem scenariju. S svojim prvim celovečernim igranim filmom Ne bom več luzerka je na 21. festivalu slovenskega filma osvojila vesni za najboljši celovečerni film in najboljši scenarij.

## Zasebno
Ima hčer s partnerjem Luko Marčetičem, režiserjem in scenaristom. Njena mama je muzikologinja Mojca Menart.

## Režija
- Ne bom več luzerka (2018, celovečerni igrani film)
- Preuoske so stazice (2015, televizijski dokumentarni film)
- Kaj pa Mojca? (2014, celovečerni dokumentarni film)
- Nekoč je bila dežela pridnih (2011, dokumentarni film)
- Veš, poet, svoj dolg? (2010, dokumentarni film)
- To je Slovenija (2007, kratki igrani film)
- Pokemon je za froce (2006, študijski igrani film)
- Primer: Vain (2005, študijski dokumentarni film)

## Nagrade
- Župančičeva nagrada 2019